# Camellia speciosa
Camellia speciosa là một loài thực vật có hoa trong họ Theaceae. Loài này được (Pit. ex Diels) Melch. mô tả khoa học đầu tiên năm 1925.